# Xã Morrill, Quận Brown, Kansas
Xã Morrill (tiếng Anh: Morrill Township) là một xã thuộc quận Brown, tiểu bang Kansas, Hoa Kỳ. Năm 2010, dân số của xã này là 479 người.